# Paolo Volpicelli
Paolo Volpicelli (Roma, 8 gennaio 1804 – Roma, 14 aprile 1879) è stato un fisico e matematico italiano.

## Biografia
Nacque a Roma l'8 gennaio 1804 da Alessandro Volpicelli, membro del Collegio medico dell'Università La Sapienza di Roma, e Francesca Sabelli. Frequentò il collegio di Veroli e intraprese per volontà del padre gli studi di medicina, ma non risultandogli questi ultimi congeniali, abbandonò la facoltà dopo il primo anno e si immatricolò come auditor matematicae, conseguendo nel 1827 la laurea ad honorem in filosofia e matematica. I suoi professori lo raccomandarono per una carica accademica e nel 1832 divenne professore di geometria applicata alle arti nell'ospizio di San Michele; successivamente nel 1836 divenne professore di fisica e chimica al Pontificio seminario romano e contemporaneamente, come supplente di Saverio Barlocci, insegnò fisica sperimentale alla Sapienza, divenendo poi titolare dell'insegnamento alla morte di quest'ultimo. Rimase titolare della cattedra fino alla nomina, in sua sostituzione, di Pietro Blaserna nel 1872, passando all'insegnamento di fisica matematica.
All'insegnamento della fisica era associata anche la direzione del gabinetto universitario, creato nel 1748 ma utilizzato per la prima volta in dimostrazioni didattiche proprio da Barlocci e che al momento della nomina di Volpicelli contava 668 apparecchi; grazie al suo contributo, mediante acquisti personali o sollecitati al camerlengo dell'ateneo, il gabinetto fu espanso ulteriormente e nel 1857, grazie all'interessamento personale di papa Pio IX, la sede del museo fu rinnovata e collocata all'ultimo piano dell'edificio dell'Archiginnasio, furono acquistati nuovi macchinari e rinnovati quelli esistenti, e furono allestiti un laboratorio, un osservatorio meteorologico con terrazzino ed un anfiteatro per le dimostrazioni pubbliche, che Volpicelli utilizzò regolarmente ogni giovedì; lui stesso si recò a Parigi per acquistare numerosi macchinari e in un inventario compilato nel 1865 si contavano 1 019 pezzi, suddivisi nelle varie branche di fisica e astronomia. Il museo divenne un'attrazione sia per gli scienziati che per le personalità eminenti in visita in città, tra cui la regina Maria Cristina di Lorena nel 1858 e il re Pietro II del Brasile nel 1877.
Quando il pontefice rifondò l'Accademia pontificia dei Lincei nel 1847 Volpicelli, che fu tra i principali fautori della sua rinascita nonché principale contributore del nuovo statuto, ne fu nominato segretario, carica decennale che ricoprì per i trent'anni successivi, al termine dei quali fu acclamato segretario emerito. Durante questi tre decenni si occupò dell'amministrazione dell'istituzione, della cura degli atti, della corrispondenza e dei rapporti tra i componenti ed altre società, illustrò la storia dell'Accademia e ricostruì anche i particolari biografici di numerosi lincei tra cui Galileo Galilei e Federico Cesi.
Continuò a dedicarsi sia alla matematica che alla fisica, quest'ultima trattata sia nei suoi aspetti matematici che in quelli sperimentali. Ad esempio nella sua prima memoria letta all'Accademia dei Lincei nel 1830 applicando l'analisi al calcola della pressione dell'acqua su una superficie rettangolare corresse il relativo teorema del chimico tedesco Ernst Gottfried Fischer; pubblicò anche diverse note matematiche, contribuendo al calcolo integrale delle equazioni differenziali a tre variabili, alla teoria generale delle equazioni algebriche determinate e alla soluzione di vari problemi di geometria descrittiva, riuscendo a pubblicare anche negli Annali di scienze matematiche e fisiche grazie all'amicizia, risalente ai tempi della formazione universitaria, col matematico Barnaba Tortolini. Nel 1847 fondò inoltre una Scuola speciale di artiglieria a Roma che diresse per trent'anni e nel 1848 il Ministro pontificio dell'interno Pellegrino Rossi lo nominò segretario della Commissione delle armi facoltative. Nel 1851 entrò a far parte del Collegio filosofico della Sapienza, titolo riservato a solamente dodici docenti dell'istituzione scelti tra matematici, astronomi ed architetti.
Negli anni 1850 le sue ricerche si concentrarono prima di tutto sulla meteorologia, anche grazie all'utilizzo di strumenti di sua ideazione come l'anemometrografo, che registrava la variazione della velocità e della direzione dei venti con un meccanismo azionato da un elettromagnete, o un barometro aneroide a massima e minima per la misura della pressione atmosferica; utilizzando una pila termoelettrica fece inoltre osservazioni sulla radiazione calorifica dei diversi punti della superficie solare insieme ad Angelo Secchi, col quale poi entrò in conflitto in merito alla pubblicazione delle osservazioni di elettricità atmosferica sul Giornale di Roma; Secchi ritenne infatti che i metodi utilizzati dal collega, consistenti nell'uso di un sistema basato su un conduttore fisso, fossero ormai datati e che quindi le sue conclusioni fossero inattendibili. Nel 1851 Volpicelli ebbe un'intensa corrispondenza col geologo Domenico Paoli, con cui si confrontò in merito all'origine dei ghiacciai: per Volpicelli l'irraggiamento solare aveva un ruolo determinante nella formazione delle calotte polari, ma non fu possibile confermare integralmente tale tesi.
Sviluppò molto interesse anche per l'elettrostatica, studiando i condensatori e anticipando gli studi sull'elettrostrizione, ossia la variazione delle dimensioni dell'isolante soggetto ad un campo elettrico. Difese strenuamente l'ipotesi formulata nel 1854 da Macedonio Melloni relativa ad una nuova interpretazione dell'induzione tra le cariche, dedicando a questo lavoro venticinque anni della sua vita e pubblicando decine di memorie oltre che un Trattato completo sulla elettrostatica induzione od elettrica influenza, pubblicato a Roma nel 1883 e primo volume di un'opera più ampia che non vide mai la luce. Si dedicò anche all'ottica, effettuando osservazioni sulla persistenza dei colori sulla retina, sugli effetti luminosi ottenuti con l'elettricità e su una nuova lampada elettrodinamica di Duboscq-Soleil, così come all'acustica, di cui esaminò la variazione del suono prodotto dal moto del corpo sonoro, e al magnetismo, studiando i motori elettromagnetici, il magnetismo delle rocce e i metodi di magnetizzazione.
Fu molto stimato all'estero, dove conobbe diversi scienziati con cui in alcuni mantenne un'assidua corrispondenza e che talvolta gli fecero visita a Roma, tra cui: Michael Faraday, David Brewster, George Biddell Airy, Auguste de La Rive, François Arago, Urbain Le Verrier, Alexandre Edmond Becquerel, Jean Baptiste Dumas e Edmond Frémy. Fu membro corrispondente dell'Accademia delle Scienze di Torino dal 9 gennaio 1853, oltre che dell'Accademia delle Scienze di Napoli mentre fu membro ordinario della Société de physique et d’histoire naturelle di Ginevra, della Société helvétique des sciences naturelles, della Società meteorologica italiana e di altre istituzioni accademiche.
Morì a Roma il 14 aprile 1879, ricevendo la benedizione in articulo mortis di papa Leone XIII. Alla sua morte Quintino Sella tenne un discorso commemorativo presso l'Accademia dei Lincei, la quale conserva l'Archivio Paolo Volpicelli, che raccoglie parte della sua corrispondenza e della sua attività accademica.